# Frankfurter Autoren Theater

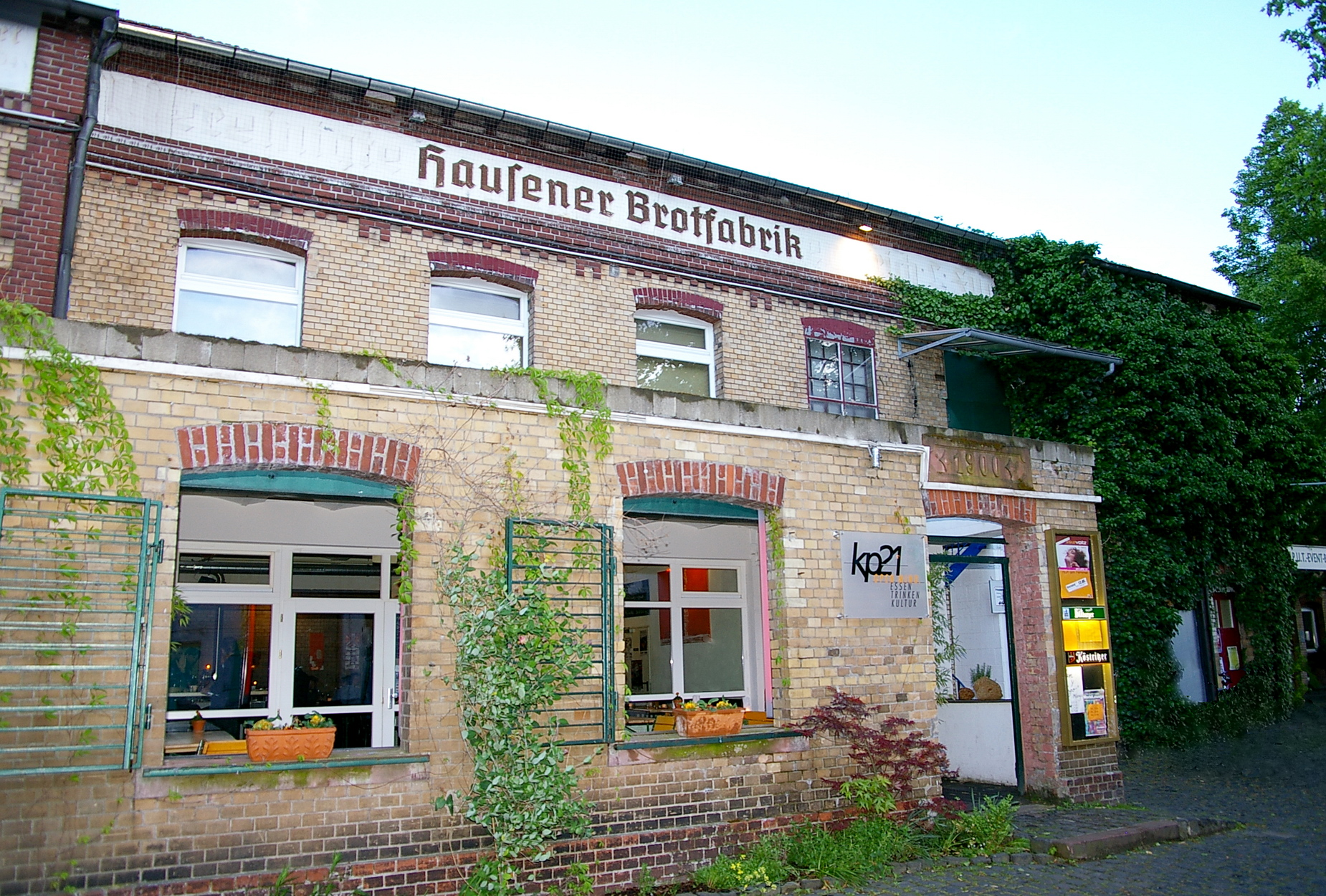
Spielstätte des Frankfurter Autoren Theater (im 2. Stock der Brotfabrik)

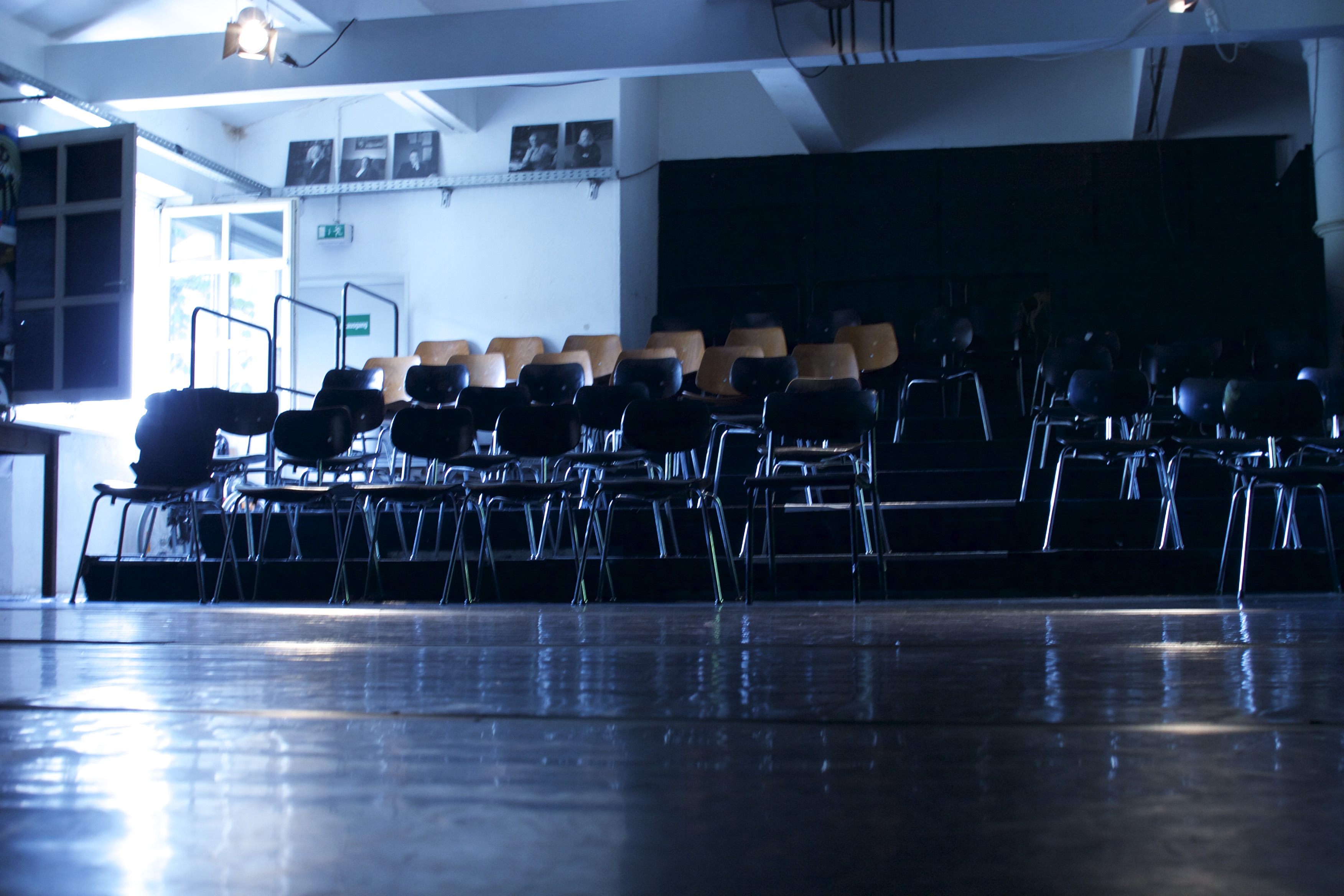

Das Frankfurter Autoren Theater (FAT) ist eine Bühne in Frankfurt am Main. Die Spielstätte befindet sich im Kulturzentrum Brotfabrik im Stadtteil Hausen. Das Theater hat sich darauf spezialisiert, die Werke (auch unbekannter) Frankfurter Autoren einem größeren Publikum vorzustellen. In diesem Rahmen findet auch jedes Jahr die Ausschreibung FRANKFURTER AUTOREN MARKT statt. Dort können Texte wie zB fertige Theaterstücke, Kurzgeschichten oder auch unvollendete Monologe eingereicht werden. Der 1. Platz ist dotiert mit 500,-€ und wird im Herbst des jeweiligen Jahres vom FAT inszeniert. Der 2. und 3. Platz werden im FAT szenisch gelesen.
Seit 2014 wird das Theater von Adrian Scherschel und Michaela Conrad geleitet.

## Produktionen und Autoren (Auswahl)
| - Frühes Drängen und andere Szenen aus Die letzten Dinge von F. K. Waechter (2007) - Die Eisprinzessin sowie Armer Yorik und Mein Stück von F. K. Waechter (2007) - Marleni. Preußische Diven blond wie Stahl von Thea Dorn (2007) - Lieber Gott mach mich blind von Wilhelm Genazino - Das Sofa. Ein Beziehungsschlamassel von Simon Borowiak (2008) - Der Ansager einer Stripteasenummer gibt nicht auf von Bodo Kirchhoff (2008) - Das bin nicht ich der schreit. Monodramen-Marathon (2008) - ROTT. Das Monster im Verhör (Wolfgang Deichsel) (2009) | - Heimspiel von Ulf Schmidt (2009) - Nimskys Taube von Peter Kapp (2009) - Robert! Weil die Welt uns Gernhardt (Robert Gernhardt) (2009) - Tropfen auf heiße Steine (Rainer Werner Fassbinder) (2009) - Buback (Wolfgang Spielvogel, 2009) - Scherbenpark, als Jugendstück, (Alina Bronsky, 2011) - Lügentheater – Eine Partitur von Pete Smith (Pete Smith) 2015 - Heiliger Fangio (Diana Garcia Simon) 2016 - Medeakomplex (Johanna Maria Seitz) 2017 - Triebspiel -szenische Performance (Randi Rettel, Adrian Scherschel) 2018 - Casting Jesus (Astrid Bierwirth) 2018 - Whiplash (beatnik) 2019 |

Eine Besonderheit des Theaters ist die Tatsache, dass es im Anschluss an jede Vorstellung Brot und Wein für die Zuschauer gibt. Damit verbunden ist das Gespräch mit den Schauspielern und denjenigen, die Regie geführt haben oder auch dem Autor. So soll eine besondere Nähe zur darstellenden Kunst hergestellt werden.